# Únětice, Plzeň-jih
Únětice là một làng thuộc huyện Plzeň-jih, vùng Plzeňský, Cộng hòa Séc.